# Sint-Annakerkstraat
De Sint-Annakerkstraat is een straat in Brugge.

## Beschrijving
De naam van deze straat dateert uit het begin van de 19de eeuw.
De Sint-Annakerk was omringd door een kerkhof en door een uitgestrekt terrein. Nadat het kerkhof werd afgeschaft begon stilaan de uitbouw van de Sint-Annawijk. Het ruime kerkhof rond de kerk verdween en huizen werden rondom gebouwd. De naam van Sint-Annakerkhof werd behouden maar werd in 1878 Sint-Annaplein. De straat die leidde van de Sint-Annarei naar de kerk, werd de Sint-Annakerkstraat.
De Sint-Annakerkstraat loopt van de Sint-Annarei naar het Sint-Annaplein.